# فرنسيس فيريس
فرنسيس فيريس (بالإنجليزية: Francis Ferris)‏ هو قاضي بريطاني، ولد في 19 أغسطس 1932، وتوفي في 26 مارس 2018.